# スタクチーン駅
スタクチーン駅（スタクチーンえき）はスロバキア国プレショウ県スニナ郡にある、スロバキア国鉄196号線の駅である。

## 駅構造

### ホーム
4面4線の地上駅。列車は主に3番線から発車する。
| 番線 | 路線    | 方向   | 行先           | 備考 |
| ---- | ------- | ------ | -------------- | ---- |
| 3    | 196号線 | 西方向 | フメンネー方面 | 普通 |

### ダイヤ[1]
概ね2時間に1本の運行だが、平日午後は1時間に1本運行される。

## 隣の駅
スロバキア国鉄
196号線
普通
スニナ駅 - スタクチーン駅

## その他
スロバキア最東端の駅で、ポーランド、ウクライナとの国境に近い。